# Ellen Diedrich
Ellen Diedrich (25 de diciembre de 1877 – 9 de mayo de 1922) fue una actriz danesa. 

## Biografía
Nacida en Copenhague, Dinamarca, su nombre completo era Ellen Mathilde Diedrich. Trabajó en algunas películas mudas rodadas en 1910. 
A partir de 1911, y hasta el momento de su divorcio, estuvo casada con el actor y escritor Svend Rindom, con el que tuvo una hija, la actriz Jessie Rindom.
Fallecida en Copenhague en 1922, fue enterrada en el cementerio de Tibirke.

## Filmografía
- 1910 : Den hvide slavehandel, de August Blom
- 1910 : Magdalene, de Holger Rasmussen
- 1910 : Sangerindens Diamanter, de Viggo Larsen
- 1910 : Mellem Pligt og Kærlighed
- 1910 : Modermærket